# 義盛里
義盛里，位於台灣桃園市復興區東北部，人口有1,002人。西以大漢溪與羅浮里為界，北與霞雲里相鄰，南以西布喬溪與高義里相隔，東以平山、塔開山與新北市烏來區福山里接壤。

## 里名由來
因該里西北部泰雅族部落義興社(Gihen，意為陽光照耀的地方)命名義興里，因與新竹縣尖石鄉村名同名，取澤仁、義盛之對，改名為「義盛里」。里內包括義興(Gihen)、小烏來(Ulai，又以閩南語音譯為「宇內」)、上宇內、卡普(Kapu)、大利幹（Trikan）等部落，里中心為小烏來(下宇內)部落。

## 歷史沿革
清代光緒12年（1886年），劉銘傳於大嵙崁（今大溪區）設立「臺灣撫墾總局」，該村屬於總局之「大嵙崁撫墾事務總辦」。日治時期，明治29年（1896年），屬大嵙崁撫墾署管轄；明治31年（1898年）改隸三角湧辦務署大嵙崁支署；明治33年（1900年）改屬大嵙崁辦務署；明治34年（1901年）屬桃仔園廳大嵙崁支廳；明治38年（1905年）屬桃園廳大嵙崁支廳蕃地；大正9年（1920年）屬新竹州大溪郡蕃地。
二次大戰結束後，國民政府接收臺灣，民國36年（1947年）初屬新竹縣角板鄉（今復興區）義興村，同年改名義盛村；民國40年（1951年）8月以後析義盛村北部置「霞雲村」，之後該村村名及界線未再改變。

## 景點特色
- 小烏來瀑布風景區
- 風動石
- 天空步道